# Shoura Zehetner-Hashemi

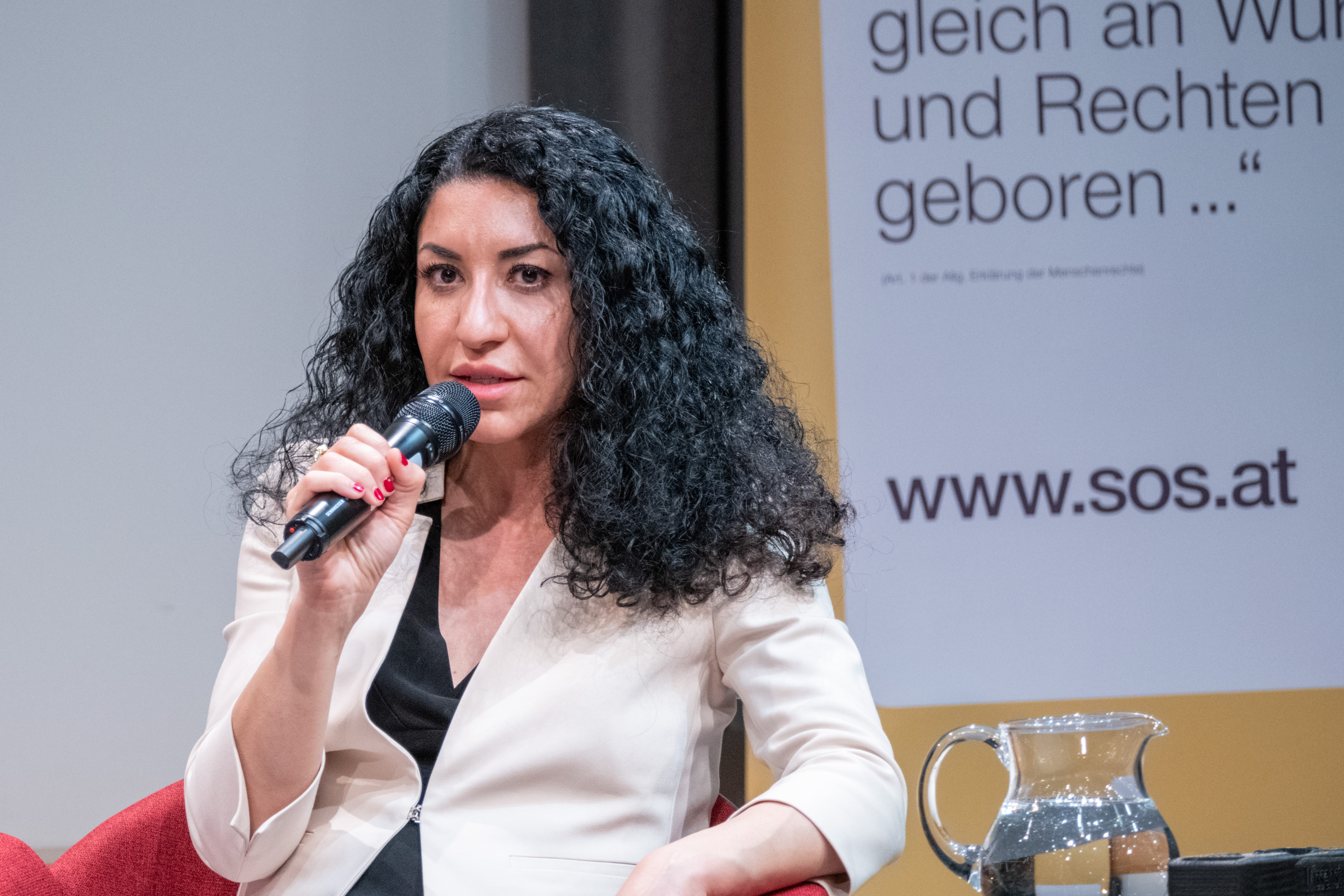
Shoura Zehetner-Hashemi (2024)

Shoura Zehetner-Hashemi (persisch شورا زهتنر هاشمی; * 1982 in Mashhad, Iran) ist eine österreichisch-iranische Juristin und Menschenrechtsaktivistin. Seit 2023 leitet sie als Geschäftsführerin die österreichische Sektion von Amnesty International.

## Leben
Hashemi verbrachte die ersten fünf Jahre ihres Lebens im Iran. Ihre Eltern und Familie beteiligten sich, nach der islamischen Revolution 1979, aktiv in der Widerstandsbewegung gegen das Mullah Regime und lebten im Untergrund. Dies bedeutete dauernden Wohnsitzwechsel und die Gefahr,  verhaftet zu werden. Mit ihrer Familie gelang ihr 1987 gemeinsam die Flucht nach Österreich, wo ihnen politisches Asyl gewährt wurde. Nach dem Studium der Rechtswissenschaften an der Universität Wien absolvierte Hashemi die Diplomatische Akademie. Sie arbeitete 15 Jahre lang im diplomatischen Dienst des Außenministeriums, unter anderem bei den österreichischen Vertretungen in Brüssel, Genf und Jakarta.
Ab September 2022 dokumentierte sie Ereignisse im Rahmen der Protestbewegung „Frau, Leben, Freiheit“ im Iran und engagierte sich als Aktivistin. Im August 2023 wechselte Hashemi zu Amnesty International und bildet gemeinsam mit Aurélie Tournan die Doppelgeschäftsführung der österreichischen Sektion. Bei einer Pressekonferenz in Wien stellte Zehetner-Hashemi zusammen mit dem Amnesty-International-Nahost-Experten Hussein Baoumi einen Bericht vor, der zum Ergebnis kam, der israelische Staat begehe „Völkermord“ im Gazastreifen.